# Velvary
Velvary — miasto w Czechach, w kraju środkowoczeskim.
Według danych z 2023 powierzchnia miasta wynosiła 1 809 ha, a liczba jego mieszkańców 2 986 osób.

## Demografia
| Rok             | 1970  | 1980  | 1991  | 2001  | 2003  |
| --------------- | ----- | ----- | ----- | ----- | ----- |
| Liczba ludności | 3 040 | 3 074 | 2 848 | 2 911 | 2 934 |

Źródło: Czeski Urząd Statystyczny